# Aéroport Nantes Atlantique
Luchthaven Nantes Atlantique (Frans: Aéroport Nantes Atlantique) is een internationale luchthaven die de Franse stad Nantes bedient. Het ligt 8 kilometer ten zuidwesten van Nantes, vlak bij Bouguenais. Eigenaar is de Chambre de Commerce et d'Industrie de Nantes (Kamer van Koophandel en de Industrie in Nantes). 
Het is de grootste luchthaven in het westen van Frankrijk.

## De luchthaven
De luchthaven heeft een start- en landingsbaan en een terminal. Aan de terminal zitten vijf vliegtuigslurven. Een aantal plekken mist aansluiting met het gebouw via een vliegtuigslurf. Er loopt een taxibaan parallel met de startbaan. 
De tweede start- en landingsbaan is buiten gebruik.
Nantes is vanuit de luchthaven makkelijk te bereiken. Er is een 30-minuten verbinding met het centrum van Nantes (Place du Commerce, Cité des Congres, Gare SCNF Sud).